# Суфьян ас-Саури
Абу́ ’Абдулла́х Суфья́н ибн Са’и́д ас-Сау́ри (араб. أبو عبد الله سفيان بن سعيد الثوري‎; 716, Эль-Куфа — 778, Басра) — имам, муджтахид, мухаддис, математик, основатель и эпоним ныне не существующего сауритского мазхаба. Автор сборников аль-Джами аль-Кабир и аль-Джами ас-Сагир.

## Происхождение
Полное имя Суфьяна ас-Саури согласно Ибн Абу ад-Дунья, аль-Хайсаму ибн Ади и Ибн Сааду: Суфьян ибн Саид ибн Масрук (ибн Хамза) ибн Хабиб ибн Рафи’ ибн Маухиба ибн Убейй ибн Абдуллах ибн Мункиз ибн Наср ибн аль-Харис ибн Саалаба ибн ’Амир ибн Малкан ибн Саур ибн Абд Манат ибн Ад ибн Табиха ибн Ильяс ибн Мудар ибн Низар ибн Маад ибн Аднан, который в свою очередь является потомком Исмаила ибн Ибрахима.

## Биография
Согласно единогласному мнения ас-Саури родился в Куфе в 97 году хиджры. Он начал получать знания под руководством своего отца, который был мухаддисом, табиином и учеником таких учёных, как Амир аш-Шааби и Хайсама ибн Абдуррахман.
В числе шейхов ас-Саури было около шестисот улемов, некоторые из которых передавали хадисы со слов Абу Хурайры, Ибн Аббаса, Джарира ибн Абдуллаха и др.
От ас-Саури передавали хадисы очень много мухаддисов, вплоть до его учителей (Абу-ль-Фарадж ибн аль-Джаузи упоминал цифру в 20 тысяч), самыми известными из них были: аль-Амаш, Джафар ас-Садик, Абу Ханифа, аль-Аузаи, Шу’ба, Суфьян ибн Уяйна, Абу Давуд ат-Таялиси, Абу Асим, Абдуллах ибн аль-Мубарак, Абдурраззак ас-Санани, Абу Нуайм аль-Исфахани, Фудайль ибн Ийад, Малик ибн Анас, Ваки ибн аль-Джаррах.
Суфьян ас-Саури был знатоком математики. Он задал аль-Хаджжаджу аль-Маттару 10 задач, которые тот не смог решить.
Суфьян ас-Саури был очень известным религиозным авторитетом. Передаёт Яхъя ибн Айюб аль-Абид, что Абу-ль-Мусанна сказал:

Я слышал как говорили в Мерве: «Пришёл ас-Саури! Пришёл ас-Саури!». И я вышел посмотреть на него и он оказался малым юношей (букв. с пробивающейся щетиной).
Оригинальный текст (ар.)قال يحيى بن أيوب العابد : حدثنا أبو المثنى قال : سمعتهم بمرو يقولون : قد جاء الثوري ، قد جاء الثوري . فخرجت أنظر إليه ، فإذا هو غلام قد بقل وجهه . 

Незадолго до своей кончины ас-Саури перебирается в Басру и его постигает болезнь живота. Он умер в 161 г.х. и его джаназу, согласно завещанию, совершил Абдуль-Малик ибн Абджар аль-Куфи.

## Взгляды
- Увеличение и уменьшение уровня имана

Как передаёт Абу Нуайм аль-Исфахани, ас-Саури говорил: «Иман увеличивается и уменьшается», что идёт вразрез с мнениями мурджиитов.
- Несотворённость Корана

Харун ибн Абу Харун аль-Абди передаёт со слов Ибн аль-Мубарака, который слышал, как Суфьян ас-Саури сказал: 

Кто утверждает, что «Куль хуа-Ллаху ахад» (то есть сура аль-Ихлас) является сотворённым (махлук), тот не уверовал в Аллаха.
Оригинальный текст (ар.)هارون بن أبي هارون العبدي : حدثنا حيان بن موسى ، حدثنا ابن المبارك ، سمع سفيان يقول : من زعم أن قُلْ هُوَ اللَّهُ أَحَدٌ مخلوق ، فقد كفر بالله . 

- Превосходство Усмана

Зейд ибн аль-Хаббаб говорил, что Суфьян считал Усмана ибн Аффана достойнее Али ибн Абу Талиба.